# Genistellospora guanacastensis
Genistellospora guanacastensis är en svampart som beskrevs av Lichtw. 1998. Genistellospora guanacastensis ingår i släktet Genistellospora och familjen Legeriomycetaceae.   Inga underarter finns listade i Catalogue of Life.